# Brigitte Rockstroh
Brigitte Rockstroh (* 21. April 1950 in Leverkusen) ist eine deutsche Psychologin und Professorin für Klinische Psychologie an der Universität Konstanz.

## Leben
Brigitte Rockstroh studierte Psychologie an den Universitäten Göttingen und Heidelberg. Das Diplom in Psychologie legte sie 1975 an der Universität Heidelberg ab. Danach erfolgte ein Promotionsstudium an der Universität Tübingen, das sie 1977 mit der Promotion abschloss. 1986 erfolgte die Habilitation an der Universität Tübingen. Seit 1990 ist sie Professorin für Klinische Psychologie an der Universität Konstanz. Von 2002 bis 2019 war sie als Nachfolgerin von Rudolf Cohen Leiterin der Forschungsstation der Universität Konstanz am Zentrum für Psychiatrie Reichenau.
Neben anderen akademischen Funktionen war sie von 1997 bis 1999 Dekanin der Fakultät für Sozialwissenschaften und von 2004 bis 2009 Vize-Präsidentin für Allgemeine Angelegenheiten der Universität Konstanz.

## Werk
Als Neurowissenschaftlerin arbeitet an der Schnittstelle von Klinischer Psychologie und Neuropsychologie. Ihre Forschungsschwerpunkte sind Hirnfunktionen bei psychischen und neurobiologischen Störungen, insbesondere bei schizophrenen Psychosen; dabei stehen Früherkennung und Frührehabilitation im Zentrum ihrer Arbeiten. In diesem Kontext hat sie ein computergestütztes Trainingsprogramm entwickelt, das die Reorganisationsfähigkeit des Gehirns aktivieren soll. Mit diesen Programmen und Therapien soll unter Einbeziehung die Familien der Patientinnen und Patienten das Rückfallrisiko bei jungen schizophrenen Patientinnen und Patienten reduziert werden. Weitere ihrer Arbeitsschwerpunkte bezogen sich auf Alkoholabhängigkeit und Sprachverarbeitung sowie auf Fragen der Gesundheitsförderung.

## Publikationen (Auswahl)
Monographien
- Slow cortical potentials and behaviour. (2., completely rev. ed.), Urban & Schwarzenberg, München 1989, ISBN 978-3-541-70292-3.
- mit Thomas Elbert: Psychopharmakologie: Anwendung und Wirkungsweise von Psychopharmaka und Drogen. (2., überarb. und erg. Aufl.9), Hogrefe Verlag, Göttingen 1993, ISBN 978-3-8017-0687-6.
- Was Hänschen nicht lernt, lernt Hans ... immer noch! Erkenntnisse zur corticalen Plastizität beim Menschen. Konstanzer Universitätsreden, Konstanz 2001.
- mit Elisabeth Kaiser; Katalin Dohrm; Maggie Schauer; Thomas Elbert: Praxishandbuch Narrative Trauma-Arbeit (NAT): Selbstwirksamkeit durch Biographiearbeit. Juventa Verlag, Weinheim 2025, ISBN 978-3-7799-8564-8.

Herausgeberwerke
- Impulse für die Klinische Psychologie: Rudolf Cohen zum 13.6.1997. Hogrefe Verlag, Göttingen 1997, ISBN 	978-3-8017-1125-2.
- mit Hans Watzl: Abhängigkeit und Mißbrauch von Alkohol und Drogen. Verlag für Psychologie Hogrefe, Göttingen 1997, ISBN 978-3-8017-0992-1.

Übersetzung
- Martin E. Seligman: Erlernte Hilflosigkeit.  5., neu ausgestattete Auflage, Beltz, Weinheim 2016, ISBN 978-3-621-28391-5.

Aufsätze
- Birbaumer, N., Elbert, T., Canavan, A. G., & Rockstroh, B. (1990). Slow potentials of the cerebral cortex and behavior. Physiological reviews, 70(1), 1-41.
- Elbert, T., Pantev, C., Wienbruch, C., Rockstroh, B., & Taub, E. (1995): Increased cortical representation of the fingers of the left hand in string players. Science, 270(5234), 305-307.
- Popov, T., Popova, P., Harkotte, M., Awiszus, B., Rockstroh, B., & Miller, G. A. (2018): Cross-frequency interactions between frontal theta and posterior alpha control mechanisms foster working memory. NeuroImage, 181, 728-733.
- Bogatzki, L., Miredin, J., Millet, S., Lipinski, L., Molle, M., Rockstroh, B., ... & Odenwald, M. (2023): The Konstanz model project for refugees with mental disorders: Coordinated psychotherapeutic treatment involving trained peer support (KOBEG). Der Nervenarzt, 94(11), 1026-1033.

## Ehrungen
- 2000: Mitglied der Deutschen Akademie der Naturforscher Leopoldina
- 2001: Mitglied der Heidelberger Akademie der Wissenschaften
- 2003: Klüh-Preis für medizinische Entwicklungen
- 2012: Christian-Roller Preis der Illenauer Stiftungen
- 2016: Deutsche Gesellschaft für Psychologie: Ehrung des „Wissenschaftlichen Lebenswerks“
- 2016: „Distinguished Contributions to Psychophysiology Award“ der Society for Psychophysiological Research (SPR) in Minneapolis (USA)[2][3]